# Létající doktoři
Létající doktoři (Die Rettungsflieger) je německý televizní seriál sledující příběhy posádky letecké záchranné služby SAR (Search and Rescue) německé armády, konkrétně týmu SAR Hamburk 71 létající s vrtulníkem typu Bell UH-1D. Seriál produkovalo Studio Hamburg a vysílala televize ZDF v letech 1997 až 2007. Vzniklo celkem 108 dílů a 1 pilotní díl, téměř ve všech účinkoval Oliver Hörner jako palubní technik nadrotmistr Jan Wollcke.

## Postavy a obsazení

### Lékařky a lékaři
| Gerit Kling      | dr. Maren Maibachová (1.–5. řada)                                                       |
| Julia Heinemann  | dr. Ilona Müllerová (4.–6. řada)                                                        |
| Marlene Marlow   | dr. Sabine Petersenová (6.–11. řada)                                                    |
| Christian Tasche | dr. Norbert Kettwig, zaskočil za Petersenovou v 75. dílu (8. řada), když jí zemřel otec |

### Piloti
| Matthias Leja   | Alexander Karuhn (1.–7. řada)                                                            |
| Nicolas König   | Jens Blank (7.–11. řada, v 6. řadě vedlejší)                                             |
| Nicolas König   | Gerald Schröder (4 díly v 1. řadě)                                                       |
| Andreas Brucker | Ralph Brandt, zaskočil za Blanka, když si v 87. dílu (10. řada) během zásahu poranil oko |

### Palubní technici
| Frank Stieren | Max Westphal (1.–2. řada)                                                                                  |
| Oliver Hörner | Jan Wollcke (2.–11. řada)                                                                                  |
| Matthias Leja | Alexander Karuhn, v 75. dílu (8. řada) zaskočil ve funkci palubního technika, když byl Wollcke v bezvědomí |

### Zdravotní asistenti
| Ulrich Bähnk   | Thomas Asmus (1.–7. řada) |
| Tom Wlaschiha  | Torsten Biedenstedt (4.–5. a 8. řada)                                                                                                |
| Rainer Sellien | Paul Reinders (7.–8. řada) |
| Patrick Wolff  | Johannes von Storkow (8.–11. řada)                                                                                                   |
| René Steinke   | Leo Sidowski, nahradil Asmuse ve 4. a 5. dílu (1. řada), když byl na dovolené                                                        |
| Volker Metzger | Michael Gröber, zaskočil za Asmuse v 39. dílu (5. řada), když byl u zubaře                                                           |
| Bernhard Piesk | Heiko Gölden, se svým týmem v 80. dílu (9. řada) navštívil středisko záchranné služby a zaskočil za Storkowa, který uvízl při nehodě |

## Uvedení a přijetí
U příležitosti 10. výročí vysílání seriálu televize ZDF od dubna 2007 uvedla nové díly seriálu ještě před jejich televizním vysíláním v předstihu na internetu. Televize ZDF seriál později reprízovala a v některých případech mělo jeho opakované vysílání vyšší sledovanost než pořad, který ve vysílacím slotu nahradil.